# Гайссер, Томас
Томас Корфф Гайссер (англ. Thomas Korff Gaisser; 12 марта 1940, Эвансвилл — 20 февраля 2022, Суортмор) — американский физик, известный своими работами по физике космических лучей и космомикрофизике.

## Биография
Родился в Эвансвилле (штат Индиана) в семье Клайда и Валады Гайссер, владевших бизнесом по производству оборудования. В 1962 году закончил Уобаш-колледж, где изучал физику. Получив стипендию Маршалла для обучения в Великобритании, отправился в Бристольский университет, где получил степень магистра в области физики. В 1967 году в Брауновском университете защитил докторскую диссертацию по теории элементарных частиц. Поработав постдоком в Массачусетском технологическом институте и Кембриджском университете, стал сотрудником Исследовательского фонда Бартола при Делавэрском университете. Здесь под влиянием Мартина Померанца переключился на исследование космических лучей.
Работы Гайссера, посвящённые теории широких атмосферных ливней, способствовали активному переносу методов теоретической физики частиц в физику космических лучей, а также развитию современных детекторов космических лучей. В частности, им было рассчитано количество антипротонов, рождающихся в ливнях (1973), и получена формула для изменения плотности частиц ливня с пройденным в атмосфере расстоянием (1977, функция Гайссера — Хилласа). В 1980-е годы он предсказал величину потоков гамма-лучей и астрофизических нейтрино в атмосфере, в частности им с соавторами был проведён точный расчёт потока нейтрино от источника Лебедь X-3 (1985). Это позволило заложить теоретические основы физики атмосферных нейтрино, что повлияло на успех экспериментов по измерению потоков этих частиц, обнаруживших аномалию, связанную с нейтринными осцилляциями. Гайссер показал (1986), как можно использовать данные нейтринных детекторов для установления ограничений на возможные кандидаты в холодную тёмную материю. Он также участвовал в разработке генератора событий Sibyll для моделирования взаимодействий адронов в космических лучах. Широкую известность среди специалистов приобрела книга Гайссера «Космические лучи и физика частиц» (англ. Cosmic Rays and Particle Physics).
Гайссер был основоположником нейтринной обсерватории IceCube, строительство которой началось в 2004 году в районе Южного полюса, и инициатором создания на ледяной поверхности массива детекторов IceTop для регистрации космических лучей. В 2007—2011 годах выступал в качестве представителя (англ. spokesperson) коллаборации IceCube. В течение ряда лет ездил работать в Антарктиду, один из районов которой назван в его честь — долина Гайссера.
С будущей женой — филологом Джулией Хэйг (англ. Julia Haig) — познакомился на лайнере RMS Queen Elizabeth, на котором плыл на учёбу в Бристоль. Они поженились в 1964 году. В свободное время учёный увлекался музыкой, философией и искусством. В последние годы был почётным профессором физики Делавэрского университета (англ. Martin A. Pomerantz Professor Emeritus of Physics). Скончался в Суортморе (штат Пенсильвания) после короткой болезни.

## Награды
- O’Ceallaigh Medal (2005)
- Премия Гумбольдта (2009)
- Homi Bhabha Medal and Prize (2015)
- Действительный член Американского астрономического общества и Американского физического общества

## Избранные публикации
Книги
- Gaisser T.K. Cosmic Rays and Particle Physics. — Cambridge University Press, 1990.
- Gaisser T.K., Engel R., Resconi E. Cosmic Rays and Particle Physics, 2nd edition. — Cambridge University Press, 2016.

Статьи
- Gaisser T.K., Maurer R.H. Cosmic {\displaystyle {\bar {p}}} Production in Interstellar pp Collisions // Physical Review Letters. — 1973. — Vol. 30, № 25. — P. 1264-1267. — doi:10.1103/PhysRevLett.30.1264.
- Gaisser T.K., Protheroe R.J., Turver K.E., McComb T.J.L. Cosmic ray showers and particle physics at energies {\displaystyle 10^{15}-10^{18}} eV // Reviews of Modern Physics. — 1978. — Vol. 50, № 4. — P. 859-880. — doi:10.1103/RevModPhys.50.859.
- Dover C.B., Gaisser T.K., Steigman G. Cosmological constraints on new stable hadrons // Physical Review Letters. — 1979. — Vol. 42, № 17. — P. 1117-1120. — doi:10.1103/PhysRevLett.42.1117.
- Gaisser T.K., Stanev T. Calculation of Neutrino Flux from Cygnus X-3 // Physical Review Letters. — 1985. — Vol. 54, № 20. — P. 2265-2268. — doi:10.1103/PhysRevLett.54.2265.
- Gaisser J., Steigman G., Tilav S. Limits on cold-dark-matter candidates from deep underground detectors // Physical Review D. — 1986. — Vol. 34, № 8. — P. 2206-2222. — doi:10.1103/PhysRevD.34.2206.
- Barr G., Gaisser J., Stanev T. Flux of atmospheric neutrinos // Physical Review D. — 1989. — Vol. 39, № 11. — P. 3532-3534. — doi:10.1103/PhysRevD.39.3532.
- Bird D.J. et al. Evidence for correlated changes in the spectrum and composition of cosmic rays at extremely high energies // Physical Review Letters. — 1993. — Vol. 71, № 21. — P. 3401-3404. — doi:10.1103/PhysRevLett.71.3401.
- Fletcher R.S., Gaisser J., Lipari P., Stanev T. Sibyll: An event generator for simulation of high energy cosmic ray cascades // Physical Review D. — 1994. — Vol. 50, № 9. — P. 5710-5731. — doi:10.1103/PhysRevD.50.5710.
- Gaisser J., Halzen F., Stanev T. Particle astrophysics with high energy neutrinos // Physics Reports. — 1995. — Vol. 258, № 3. — P. 173-236. — doi:10.1016/0370-1573(95)00003-Y.
- Agrawal V., Gaisser J., Lipari P., Stanev T. Atmospheric neutrino flux above 1 GeV // Physical Review D. — 1996. — Vol. 53, № 3. — P. 1314-1323. — doi:10.1103/PhysRevD.53.1314.
- Gaisser J., Honda M. Flux of atmospheric neutrinos // Annual Review of Nuclear and Particle Science. — 2002. — Vol. 52. — P. 153-199. — doi:10.1146/annurev.nucl.52.050102.090645.
- Barr G.D., Gaisser J., Lipari P., Robbins S., Stanev T. Three-dimensional calculation of atmospheric neutrinos // Physical Review D. — 2004. — Vol. 70, № 2. — P. 023006. — doi:10.1103/PhysRevD.70.023006.
- Ahn E.-J., Engel R., Gaisser J., Lipari P., Stanev T. Cosmic ray interaction event generator SIBYLL 2.1 // Physical Review D. — 2009. — Vol. 80, № 9. — P. 094003. — doi:10.1103/PhysRevD.80.094003.
- Gaisser J. Spectrum of cosmic-ray nucleons, kaon production, and the atmospheric muon charge ratio // Astroparticle Physics. — 2012. — Vol. 35, № 12. — P. 801-806. — doi:10.1016/j.astropartphys.2012.02.010.
- Gaisser J., Stanev T., Tilav S. Cosmic ray energy spectrum from measurements of air showers // Frontiers of Physics. — 2013. — Vol. 8, № 6. — P. 748-758. — doi:10.1007/s11467-013-0319-7.